# Ozothamnus costatifructus
Ozothamnus costatifructus là một loài thực vật có hoa trong họ Cúc. Loài này được (R.V.Sm.) Anderb. mô tả khoa học đầu tiên năm 1991.